# Федеральное ведомство по охране конституции Германии
Федеральное ведомство по охране конституции Германии (нем. Bundesamt für Verfassungsschutz, BfV) — спецслужба внутреннего назначения в Германии, подчиняющаяся министерству внутренних дел. Основные задачи — наблюдение за организациями, угрожающими «свободному и демократическому основному правопорядку» Германии и контрразведывательная деятельность. Учреждена в 1950 году. Контролируется парламентским контрольным комитетом (Parlamentarisches Kontrollgremium).
В 2022 году служба имела 4286 сотрудников, а её бюджет составлял 440 миллионов евро.
Спецслужба публикует ежегодные годовые отчёты. В зоне внимания службы находятся ультраправые, в том числе неонацистские партии, ультралевые, исламистские и другие экстремистские организации иностранных граждан, разведки иностранных государств и саентология; к компетенции службы относятся также защита от саботажа и предотвращение доступа к конфиденциальной информации.
В октябре 2007 года появлялись сообщения о том, что сопредседатель партии «Левые» Оскар Лафонтен, возможно, находится под секретным надзором спецслужбы.
В июне 2013 году немецкий журнал «Spiegel» опубликовал данные о том, что BND и Федеральное ведомство по охране конституции Германии осуществляли слежку за своими гражданами в интересах США при содействии и непосредственном участии АНБ. Как пишет Spiegel, американцы разработали программу «X-Keyscore». Эта программа позволила американской стороне ежемесячно получать данные о пятистах миллионах контактов немецких граждан, включая переписку в интернет-чатах, электронную почту, а также телефонные звонки и SMS-сообщения.

## Руководители
- Отто Йон (1 декабря 1950 — 20 июля 1954)
- Ханс Йесс (исполняющий обязанности, 26 июля 1954 — 31 июля 1955)
- Хуберт Шрюбберс (1 августа 1955 — 30 апреля 1972)
- Гюнтер Ноллау (1 мая 1972 — 31 августа 1975)
- Рихард Майер (1 сентября 1975 — 26 апреля 1982)
- Хериберт Хелленбройх (13 мая 1983 — 31 июля 1985)
- Людвиг-Хольгер Пфальц (1 августа 1985 — 1 апреля 1987)
- Герхард Бёден (9 апреля 1987 — 28 февраля 1991)
- Эккарт Вертхебах (28 февраля 1991 — 27 июля 1995)
- Хансйорг Гайгер (1 августа 1995 — 15 мая 1996)
- Петер Фриш (15 мая 1996 — 10 апреля 2000)
- Хайнц Фромм (1 июня 2000 — 31 июля 2012)
- Ханс-Георг Маасен (1 августа 2012 — 8 ноября 2018)
- Томас Хальденванг (15 ноября 2018 — настоящее время).

## Организации и союзы, за которыми ведётся наблюдение
Примерами организаций, союзов и групп людей, которые подвергались и/или подвергаются наблюдению со стороны Федерального ведомства по охране конституции Германии и её дочерних организаций, являются:
- Состоящие в партиях и организациях ультраправого характера, такие как Национал-демократическая партия Германии, Правые, Третий путь, Национал-Социалистический Союз, Немецкий народный союз, Свободные товарищества, Альтернатива для Германии и др.
- Состоящие в партиях и организациях ультралевого характера, такие как Левая, Коммунистическая партия Германии, Германская коммунистическая партия, Марксистско-ленинская партия Германии, Фракция Красной армии, Союз свободной немецкой молодёжи, Коммунистическая партия Турции/Марксистско-ленинская, Союз свободных рабочих, Автономизм и др.
- Исламские фундаменталистские и исламистские организации, такие как Исламское государство, Аль-Каида, ХАМАС, Хизболла Турции, Братья-мусульмане и др.
- Состоящие в таких организаций как Рабочая партия Курдистана, Революционная народно-освободительная партия-фронт, Бозкурт и др.
- Сотрудники спецслужб России, Китая, Ирана, Северной Кореи, Кубы, Сирии, Турции и некоторых других государств
- Саентологические организации
- Беженцы из стран бывшего Восточного блока
- Политики бывшей ГДР и других социалистических государств (прослушивание, сбор информации и т. д.)